# Storkower Os und östlicher Bürgersee bei Penkun
Storkower Os und östlicher Bürgersee bei Penkun este o arie protejată (arie specială de conservare — SAC, sit de importanță comunitară — SCI) din Germania întinsă pe o suprafață de 187 ha, integral pe uscat.

## Localizare
Centrul sitului Storkower Os und östlicher Bürgersee bei Penkun este situat la coordonatele 53°18′28″N 14°16′15″E / 53.3078°N 14.2708°E.

## Înființare
Situl Storkower Os und östlicher Bürgersee bei Penkun a fost declarat sit de importanță comunitară în aprilie 2004 pentru a proteja 1 specie de plante și 5 specii de animale. Situl a fost protejat și ca arie specială de conservare în august 2016.

## Biodiversitate
Situată în ecoregiunea continentală, aria protejată conține 3 habitate naturale: Lacuri eutrofice naturale cu vegetație de tip Magnopotamion sau Hydrocharition, Pajiști uscate seminaturale și facies de acoperire cu tufișuri pe substraturi calcaroase (Festuco-Brometalia) (* situri importante pentru orhidee), Pajiști stepice subpanonice.
La baza desemnării sitului se află mai multe specii protejate:
- plante (1): Apium repens
- amfibieni (2): buhai de baltă cu burta roșie (Bombina bombina), triton cu creastă (Triturus cristatus)
- mamifere (2): castor (Castor fiber), vidră de râu (Lutra lutra)
- pești (1): țipar (Misgurnus fossilis)